# Pusong Ligaw
Pusong Ligaw é uma telenovela filipina exibida pela ABS-CBN entre 24 de abril de 2017 e 12 de janeiro de 2018, estrelada por Beauty Gonzalez, Bianca King, Sofia Andres, Diego Loyzaga, Enzo Pineda, Joem Bascon e Raymond Bagatsing.

## Enredo
Esta é uma história clássica sobre amizade, amor e conquista de sonhos. Duas mulheres, Tessa e Marga estão comprometidas com a promessa de manter sua amizade para sempre. Este drama fictício segue-os através da desintegração de sua amizade, a tragédia em suas vidas e seus filhos, e sua reconciliação.

## Elenco

### Elenco principal
- Beauty Gonzalez como Teresa "Teri/Tessa" Magbanua-Laurel
- Bianca King como Margarette "Marga" Dimaawa
- Sofia Andres como Vida D. Verdadero
- Diego Loyzaga como Miraculo "Potpot" Policarpio / Rafael M. Cervantes
- Enzo Pineda como Rafael "Rafa" M. Laurel
- Joem Bascon como Carlito "Caloy" Cervantes
- Raymond Bagatsing como Jaime Laurel

### Elenco de apoio
- Albie Casiño como Leon del Mundo / Leon Laurel
- Atoy Co como Danilo "Danny" Magbanua
- Smokey Manaloto como Melchor Policarpio
- Almira Muhlach como Didith Policarpio
- Maureen Mauricio como Rowena Magbanua
- Shalala Reyes como Asiong "Tita Asya" Salonga
- Vangie Labalan como Gabriella "Lolay" Policarpio
- Beverly Salviejo como Guadalupe "Guada" Epifania
- Rhed Bustamante como Melanie "Melai" Policarpio
- Ysabel Ortega como Charlotte "Charlie" Quiñones
- Maricar de Mesa como Amanda Yulo
- Helga Krapf como Patrice
- Carla Humphries como Lauren

## Exibição
| País/Região      | Emissora | Data de estréia     | Data de final         | Título       |
| ---------------- | -------- | ------------------- | --------------------- | ------------ |
| Filipinas        | ABS-CBN  | 24 de abril de 2017 | 12 de janeiro de 2018 | Pusong Ligaw |
| Estados Unidos   | TFC      | abril de 2017       | janeiro de 2018       | Pusong Ligaw |
| Canadá           | TFC      | abril de 2017       | janeiro de 2018       | Pusong Ligaw |
| Japão            | TFC      | abril de 2017       | janeiro de 2018       | Pusong Ligaw |
| Taiwan           | TFC      | abril de 2017       | janeiro de 2018       | Pusong Ligaw |
| Hong Kong        | TFC      | abril de 2017       | janeiro de 2018       | Pusong Ligaw |
| Malásia          | TFC      | abril de 2017       | janeiro de 2018       | Pusong Ligaw |
| Indonésia        | TFC      | abril de 2017       | janeiro de 2018       | Pusong Ligaw |
| Singapura        | TFC      | abril de 2017       | janeiro de 2018       | Pusong Ligaw |
| Papua-Nova Guiné | TFC      | abril de 2017       | janeiro de 2018       | Pusong Ligaw |
| Austrália        | TFC      | abril de 2017       | janeiro de 2018       | Pusong Ligaw |
| Nova Zelândia    | TFC      | abril de 2017       | janeiro de 2018       | Pusong Ligaw |
| Europa           | TFC      | abril de 2017       | janeiro de 2018       | Pusong Ligaw |
| Médio Oriente    | TFC      | abril de 2017       | janeiro de 2018       | Pusong Ligaw |